# Samples Cay
Samples Cay ist eine kleine unbewohnte Insel der Grenadinen. Sie gehört zum Inselstaat St. Vincent und die Grenadinen und liegt südlich der Insel Bequia vorgelagert. 